# Teo Čorić
Teo Čorić (* 25. März 1992 in Rijeka, Kroatien) ist ein kroatischer Handballspieler. Seine Körperlänge beträgt 1,97 m.

## Karriere
Čorić, der seit Februar 2019 für den mazedonischen Verein RK Metalurg Skopje spielt und für die kroatische Nationalmannschaft auflief, ist Kreisläufer.
In Kroatien spielte Čorić, der mit 15 Jahren das Handballspielen begann, bereits mit 17 Jahren bei RK Poreč in der ersten Mannschaft. 2013 wechselte er in seinem Heimatland zu RK Zagreb und spielte mit diesem Verein in den Spielzeiten 2013/14 und 2014/15 in der EHF Champions League. Im Juni 2015 nahm ihn der TV Bittenfeld unter Vertrag, wo er ab der Saison 2015/16 mit dem nun unter dem Namen TVB 1898 Stuttgart antretenden Verein in der Bundesliga spielte. Nach der Saison 2016/17 schloss er sich dem HC Rhein Vikings an. Im Februar 2019 wechselte er zum mazedonischen Verein RK Metalurg Skopje.
Teo Čorić hat 2 Länderspiele für die kroatische Nationalmannschaft bestritten. Für die kroatische U-21-Nationalmannschaft absolvierte er 9 Länderspiele und war mit dieser Teilnehmer an der U-21-Weltmeisterschaft 2013. 7 Länderspiele hat er für die kroatische U-20-Nationalmannschaft bestritten und mit dieser an der U-20-Europameisterschaft 2012 teilgenommen, wo er zum besten Kreisläufer gekürt wurde. Auch bei der U-18-Europameisterschaft 2010 wurde er als bester Kreisläufer ausgezeichnet.

## Privat
Čorić verfügt über ein abgeschlossenes Informatik-Studium.